# عبد المجيد كمونة
عبد المجيد كمونة، قانوني وسياسي عراقي، نائب ووزير سابق، وعضو مجلس السيادة عهد عبد الكريم قاسم.

## سيرته
عبد المجيد كمونة الأسدي عضو مجلس السيادة حيث شغل المنصب حسب بيان رقم 3 في تاريخ 1-12-1961 بعد استقالة محمد مهدي كبة، ممثل العرب الشيعة بعد سنة وتولى مكانه عبد المجيد كمونة. و هو رجل قانوني قضائي وليس عسكريا. وشغل مناصب قضائية قبل أن يكون عضو في مجلس السيادة:
1. -عضو مجلس السيادة العراقية في 1-12-1962.[2][3][4][5][6]

## قرار قاسم
القائد العام للقوات المسلحة – وهو الزعيم عبد الكريم قاسم – حق إعادة تأليف مجلس السيادة، اذا رغب في ذلك، بناءً على مضمون البيان رقم (1) الذي صدر صبيحة يوم 14 تموز / يوليو 1958 والذي أشار في احدى فقراته الى تأليف مجلس السيادة آنف الذكر، على أساس أن سلطة القائد العام للقوات المسلحة، أعلى وأقوى من سلطات مجلس السيادة أو رئيسه، وهذا ما حصل حينما أقدم الزعيم قاسم عام 1961 على ذلك، بعدما وجد تأففاً من الفريق – محمد نجيب الربيعي – على سياساته، رافقتها استقالة محمد مهدي كبة – ووفاة العضو الثالث – خالد النقشبندي – حيث أصبح تشكيل مجلس السيادة على الوجه التالي :
- 1- الفريق الركن محمد نجيب الربيعي رئيساً
- 2- السيد عبد المجيد كمونه عضواً
- 3- السيد رشاد عارف سعيد عضواً

لذلك كان استحداث هيئة مجلس السيادة بديلاً مناسبا” عن موقع رئيس الجمهورية طيلة الفترة الممتدة من 14 تموز/ يوليو 1958 – حتى 8 شباط / فبراير 1963.